# Аллалін
Аллалін (нім. Allalingletscher) — льодовик довжиною в 5,98 км (станом на 2006 р.), розташований у Пеннінських Альпах, у кантоні Вале (Швейцарія). У 1973 році мав площу 9,87 км².